# Gare de Gimont-Cahuzac
Gare de Gimont-Cahuzac vasútállomás Franciaországban, Gimont településen.

## Vasútvonalak
Az állomást az alábbi vasútvonalak érintik:
- Saint-Agne–Auch-vasútvonal

## Kapcsolódó állomások
A vasútállomáshoz az alábbi állomások vannak a legközelebb:
- Gare de L'Isle-Jourdain
- Gare d’Aubiet